# Christchurch-Campbell
Christchurch-Campbell war eine britische Automobilmarke.

## Beschreibung
Hersteller war J. Campbell Ltd. aus Christchurch (Hampshire). Eine Quelle gibt als einziges Baujahr 1920 an. Eine andere Quelle nennt 1921 bis 1922. Eine dritte Quelle schreibt nur 1922. Insgesamt entstanden sechs Fahrzeuge.
Ein Modell war ein Kleinwagen mit Vierzylinder-Reihenmotor von Coventry-Simplex. Der Motor war mit 10,8 hp angegeben. Ein Motor von Dorman mit 11,9 hp wurde ebenfalls angeboten.